# 真光福音教會
真光福音教會是成立於2008年的台灣基督教新教教會，主張建立接納所有人的教會，為台灣目前少數支持同性戀運動的新教教會之一，此教會也重視動物保護議題，聚會時允許寵物進入會堂。2008年1月開始在牧師住所聚會，同年3月承租位於林森南路一間由車庫改裝的空間，2009年9月教會遷至中山北路與市民大道交叉口附近一間可容納約80人的辦公室，2014年8月因空間問題改至集思台大會議中心聚會，2015年3月遷至大安區四維路228巷15號（大安教會舊址）。

## 主要人物
- 張懋禛牧師：主任牧師，真光福音教會創辦人。美國爱默生学院企管傳播與公共關係碩士，台灣神學院畢業。反對保守派教會以立同性婚姻專法造成歧視行為[2]，認為基督宗教的宗旨是要跨越歧視[3]。認為真正的福音是因相信上帝，就可以被拯救並得著生命，不應該只限定在某些族群身上[4]。

- 黃雅君牧師（Elisha）：助理牧師。

## 簡介
真光福音教會一開始僅5人，其成立希望能接納所有人，如街友、重病者。目前成員既有異性戀者，也有同性戀者。張懋禛牧師從教會中的小孩認識到小孩需要的僅是愛。
真光福音教會支持台灣同性婚姻、性別平等。2016年世界人權日當天，教會參與估計25萬人的挺同會場。同年12月26日，在立法院逐條審查條文內容時現身挺同，現場同時聚集挺同與反同團體。張懋禛牧師認為：「宗教是要帶來人性真善美及公平真義」
張懋禛牧師認為詮釋聖經應考量聖經撰寫年代的歷史脈絡及社會價值，耶穌沒有相關言論記載提及同志關係，恐怕不符現今社會現實狀況。張懋禛牧師也曾公證同性伴侶的婚禮。

## 外部連結
- 真光福音教會 （页面存档备份，存于）的官方網頁
- 真光福音教會的Facebook專頁
- 真光福音教會 （页面存档备份，存于）的Youtube官方頻道
- 真光福音教會的Instagram帳戶